# Zarzamora
Zarzamora är en ort i Mexiko.   Den ligger i kommunen Aporo och delstaten Michoacán de Ocampo, i den södra delen av landet, 140 km väster om huvudstaden Mexico City. Zarzamora ligger 2 448 meter över havet och antalet invånare är 127.
Terrängen runt Zarzamora är kuperad. Runt Zarzamora är det ganska tätbefolkat, med 160 invånare per kvadratkilometer. Närmaste större samhälle är Ciudad Hidalgo, 17,0 km väster om Zarzamora. I omgivningarna runt Zarzamora växer huvudsakligen savannskog.